# Янко Пеев
Янко Панайотов Пеев (изписване до 1945 година: Янко Пѣевъ) е български дипломат и съветски разузнавач на Главно разузнавателно управление на СССР. Братовчед на съветския разузнавач и известен български юрист Александър Пеев.

## Биография
Роден е на 15 март 1882 година в Хасково. От 1904 година заема разни дипломатически постове, включително в Солун, Виена, Битоля и Цариград. Участва в Балканските и в Първата световна война. Наричан е от ВМРО с псевдонимите Мехмеда, Пенчо, Саръ Чизмели.
По-късно е посланик на България в Албания (1936 – 1940), Египет (1940 – 1942) и Япония (1942 – 1944), а през 1943 – 1944 г. – и при марионетното прояпонско правителство на Китай. Един от най-приближените на Цар Борис III и тогавашния министър-председател Богдан Филов. По време на престоя си като пълномощен министър в Япония е вербуван да работи за съветското разузнаване още преди да замине там в групата на първия си братовчед Александър Пеев (политик) който основава разузнавателна група за работа за военното разузнаване на СССР, от където доставя ценни сведения на СССР, ставайки добър приятел с японския министър-председател генерал Хидеки Тоджо и други японски дейци, замествайки в Токио заловения от японските власти съветски разузнавач от германски произход Рихард Зорге. След разкриването на Александър Пеев, ареста му и неговия разстрел през 1943 година, Янко Пеев успява да се спаси от разкриване, предупреден от съветския военен аташе в Токио. През 1944 година е уволнен от поста си, но не се връща в България, а намира убежище в Цариград, като след 9 септември 1944 година пише до отечественофронтовското правителство чрез съпругата на братовчед си Александър Пеев Елисавета, че е работил за съветското военно разузнаване с цел да му разрешат да се върне в България, но отечественофронтовската власт отказва, а СССР отказва да го разкрие като агент, което разкриване става чак през 1966 година, когато Янко Пеев е награден посмъртно с висш съветски орден. 
Умира в Истанбул на 5 януари 1951 година. Годината на смъртта му е изписана на паметника му в българското гробище в Истанбул.